# Mamciuri, Brodî
Mamciuri (în ucraineană Мамчурі) este un sat în comuna Rajniv din raionul Brodî, regiunea Liov, Ucraina.

## Demografie
Componența lingvistică a localității Mamciuri
     Ucraineană (100%)
Conform recensământului din 2001, toată populația localității Mamciuri era vorbitoare de ucraineană (100%).